# ساخت بهشت (فیلم ۱۹۵۲)
ساخت بهشت (انگلیسی: Made in Heaven) فیلمی بریتانیایی در سبک کمدی به کارگردانی جان پدی کارستیرز است.